# Apartman
Apartman je stan sa više soba ili jedna soba za stanovanje. Uglavnom se koristi pri hotelskom ili drugom turističkom smeštaju. Apartman sadrži sve potrebne stvari za višednevni boravak kao kupatilo sa toaletom, kuhinju, spavaću i dnevnu sobu. Apartman može biti dosta luksuzniji i sadržati mnoge druge pogodnosti.
Apartmani su obično sastavni deo većeg objekta, stambene zgrade, kuće, hotela.

## Vrste boravka
Apartman se koristi za kratkoročne, kao i dugoročne boravke.

## Tip vlasništva
Apartman može biti u vlasništvu jednog ili više vlasnika. Takođe apartmani se obično reklamiraju na nekom od veb portala na čijim prezentacijama se mogu naći galerija fotografija, mapa sa lokacijom apartmana cena i dodatna opremljenost apartmana.

## Opremljenost
Apartman je obično opremljen nameštajem i priručnom kuhinjom sa osnovnim posuđem, nekada i mini barom, tako da stanari koji ih iznajmljuju ne moraju da donose svoj nameštaj, posuđe ili piće.Apartman može biti opremljen hidromasažnom spa kadom.

## Dodatne usluge
Apartman obično uključuje i besplatne dodatne usluge kao što su parking, WiFi, TV, te usluge su obično uključene u cenu zakupa. Apartman uključuje sve pogodnosti hotelske sobe, ali je dosta jeftiniji od ekvivalentnih hotelskih soba, a pored navedenih prednosti tu je i daleko veća privatnost, mir, kao i udobnost. Za neke apartmane postoji mogućnost i dodatnih usluga kao što je prevoz do aerodroma ili oblizak nekih kulturnih spomenika u gradu u kome se nalazite. I ako su mahom apartmani u privatnom vlasništvu u stambenim jedinicama(zgradama) Vasa privatnost je zagarantovana. Apartmani se dele prema broju zvezdica koje dodeljuje lokalna turistička organizacija.